# Famille Vergès
 (août 2025).
Pour les articles homonymes, voir Vergès.
Membres notables de la famille Vergès
|                            |                            |                            |                            | Raymond Vergès 1882 – 1957 |                            |  |  |                            |                            |                            |                            |                            |                            |  |  |  |  |                    |                    |                    |                    |                    |                    |  |  |  |  |  |  |  |  |
|                            |                            |                            |                            |                            |                            |  |  |                            |                            |                            |                            |                            |                            |  |  |  |  |                    |                    |                    |                    |                    |                    |  |  |  |  |  |  |  |  |
|                            |                            |                            |                            |                            |                            |  |  |                            |                            |                            |                            |                            |                            |  |  |  |  |                    |                    |                    |                    |                    |                    |  |  |  |  |  |  |  |  |
| Jacques Vergès 1924 – 2013 | Jacques Vergès 1924 – 2013 | Jacques Vergès 1924 – 2013 | Jacques Vergès 1924 – 2013 | Jacques Vergès 1924 – 2013 | Jacques Vergès 1924 – 2013 |  |  | Paul Vergès 1925 – 2016    | Paul Vergès 1925 – 2016    | Paul Vergès 1925 – 2016    | Paul Vergès 1925 – 2016    | Paul Vergès 1925 – 2016    | Paul Vergès 1925 – 2016    |  |  |  |  |                    |                    |                    |                    |                    |                    |  |  |  |  |  |  |  |  |
| Jacques Vergès 1924 – 2013 | Jacques Vergès 1924 – 2013 | Jacques Vergès 1924 – 2013 | Jacques Vergès 1924 – 2013 | Jacques Vergès 1924 – 2013 | Jacques Vergès 1924 – 2013 |  |  | Paul Vergès 1925 – 2016    | Paul Vergès 1925 – 2016    | Paul Vergès 1925 – 2016    | Paul Vergès 1925 – 2016    | Paul Vergès 1925 – 2016    | Paul Vergès 1925 – 2016    |  |  |  |  |                    |                    |                    |                    |                    |                    |  |  |  |  |  |  |  |  |
|                            |                            |                            |                            |                            |                            |  |  |                            |                            |                            |                            |                            |                            |  |  |  |  |                    |                    |                    |                    |                    |                    |  |  |  |  |  |  |  |  |
| Françoise Vergès 1952      | Françoise Vergès 1952      | Françoise Vergès 1952      | Françoise Vergès 1952      | Françoise Vergès 1952      | Françoise Vergès 1952      |  |  | Laurent Vergès 1955 – 1988 | Laurent Vergès 1955 – 1988 | Laurent Vergès 1955 – 1988 | Laurent Vergès 1955 – 1988 | Laurent Vergès 1955 – 1988 | Laurent Vergès 1955 – 1988 |  |  |  |  | Pierre Vergès 1958 | Pierre Vergès 1958 | Pierre Vergès 1958 | Pierre Vergès 1958 | Pierre Vergès 1958 | Pierre Vergès 1958 |  |  |  |  |  |  |  |  |

La famille Vergès est une famille française de l'île de La Réunion, département d'outre-mer dans le Sud-Ouest de l'océan Indien.
Surtout connue à partir de Raymond Vergès, médecin et homme politique du milieu du XXe siècle, elle a depuis lors donné lieu à deux autres générations de personnalités influentes issues du second mariage de ce dernier avec Pham Thi Khang, une institutrice vietnamienne, en 1924-1925, quelques mois après le décès de sa première épouse Jeanne-Marie Daniel avec qui il a deux enfants : Jean et Simone.
Parmi ces personnalités : un célèbre avocat, Jacques Vergès, plusieurs personnalités politiques ayant exercé la fonction de maire, député, sénateur ou député européen, Paul, Laurent et Pierre Vergès, mais aussi une politologue, Françoise Vergès.
Engagée dans un long combat contre le colonialisme, cette famille est à l'origine du Parti communiste réunionnais et du quotidien Témoignages, son organe.
En outre, ses membres sont simultanément, au tournant des années 2000 et 2010, à la tête du Comité pour la mémoire de l'esclavage, du conseil régional de La Réunion, d'Île de La Réunion Tourisme, de la Maison des civilisations et de l'unité réunionnaise et de la SR 21.